# Edmund Burke
Edmund Burke, född 12 januari 1729 i Dublin på Irland, död 9 juli 1797 i Beaconsfield i Storbritannien, var en angloirländsk statsman, filosof och politisk teoretiker. Han betraktas av många som konservatismens grundare och förste lärofader. I vissa frågor var han emellertid liberal, förespråkande frihandel mellan nationer, religionsfrihet för katoliker samt befrielse från brittisk imperialism i såväl Bengalen (dagens Indien) som de amerikanska kolonierna. Han var verksam inom Whigs, det liberal-aristokratiska motståndarpartiet till det konservativ-rojalistiska Tories, men han tillhörde dess högerflygel. Av den anledningen kom han under 1800-talet att hyllas av både konservativa och liberaler. Senare på 1900-talet blev han allmänt ansedd som den filosofiske grundaren av modern konservatism.
Burke förespråkade dygder och gott uppförande i samhället samt betonade religiösa samhällsinstitutioners betydelse för moralens stabilitet och statens bästa. Dessa betraktelsesätt uttrycktes i A Vindication of Natural Society (1756). I sitt mästerverk Reflektioner om franska revolutionen (1790) hävdade han att revolutionen förstörde det goda samhällets struktur och han fördömde den förföljelse av katolska kyrkan som den resulterade i.

## Bakgrund och uppväxt
Burkes fader var advokat med egen praktik och gott renommé. Hans moder var liksom hela sin familj katolik, en omständighet som hade inverkan på sonens ställning till sin tids religionspolitiska frågor. Efter att ha gått i skola hos en kväkare i Ballitore, flyttade Burke år 1743 till Trinity College i Dublin där han med brinnande intresse men utan framtidsplaner studerade filosofi, matematik, historia och litteratur; han tog sin examen 1748. År 1750 åkte han till London för att studera juridik men verkar i stället ha ägnat sig åt litterära arbeten, vilket gjorde att hans far drog in underhållet.
År 1756 tilldrog sig Burke uppmärksamheten genom två skrifter. A Philosophical Enquiry into the Origin of Our Ideas of the Sublime and Beautiful var en konstfilosofisk avhandling, som vann Lessings beundran och vars huvudinriktning var dess strävan att tillgodose skönhetslärans psykologiska sida. A Vindication of Natural Society, undertecknad "In a letter to Lord**** by a late noble writer", var en satirisk imitation av Bolingbrokes filosofi och stil och den var så väl gjord att även insatta läsare missleddes. Redan i de skrifterna framträdde hans starkt anti-rationalistiska åskådning. År 1759 började Burke för en Londonförläggares räkning utgivandet av The Annual Register, som han bidrog till fram till omkring 1788.

## Politisk karriär

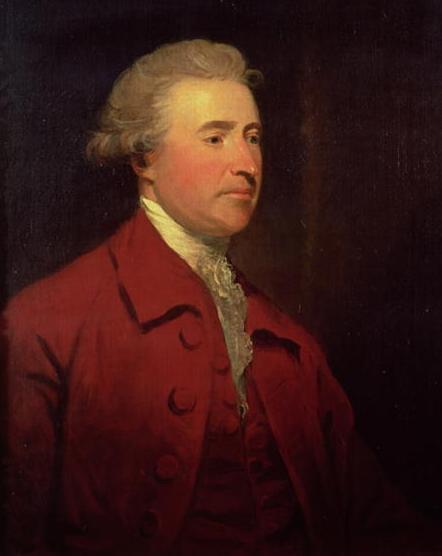
Edmund Burke porträtterad c:a 1774 av James Northcote.

År 1759 blev Edmund Burke av lord Charlemont presenterad för William Gerard Hamilton (även kallad "singlespeach") som han två år senare följde till Irland, där han uppehöll sig 1761–1764. Den inblick han där fick i de irländska förhållandena blev avgörande för hans politiska uppfattning. Den enda lösningen för att avhjälpa "den gröna öns" förtryck var genom ekonomisk frigörelse och katolikernas emancipation.
Burke blev 1765 privatsekreterare hos lord Rockingham, när denne kom med i regeringen och samma år blev ledamot i underhuset för Wendover, en rotten borough som tillhörde lord Verney. Han väckte genast uppmärksamhet i underhuset, men avgick med Rockingham 1766 och skrev samma år A Short History of a Short Administration. Den var liksom broschyren Observations on a Late Publication on the Present State of the Nation (1769) ett mot George Grenville riktat försvar för den rockinghamska politiken. Året före hade han, delvis för vinsten av spekulationer i ostindiska värdepapper, köpt godset Gregories utanför Beaconsfield, vilket ledde honom in i ekonomiska svårigheter.

### Reformering av regeringen
År 1773 besökte han Paris, där han mötte mycket som fyllde honom med bävan för framtiden. Under våren 1774 höll han ett mycket uppmärksammat tal mot tetullen, On American Taxation, och valdes på hösten samma år till parlamentsledamot för Bristol. Under den följande valperioden (1774–1780) arbetade Burke för en friare religiös politik, för en friare handelspolitik gentemot Irland samt mot koloniernas beskattning och kriget, där han förfäktade statsintressets och billighetens ståndpunkt gentemot den formella rättsståndpunkten. År 1780 lade han fram sitt förslag till reformering av den engelska finansförvaltningen som syftade till skärpning av kontrollen, indragning av sinekurer och pensioner samt en grundlig upprensning av parlamentet. Detta förslag utgjorde grundvalen för den reform, lord Rockinghams akt, som genomfördes 1782.
Lord Norths avgång 1782 förde lord Rockingham till makten. Burke ingick såsom Paymaster of the Forces i den nya administrationen och fick på sin nya plats tillämpa sina finansiella reformidéer. När Earl Shelburne blivit premiärminister efter Rockinghams död försvann Rockinghams vänner Burke, Charles James Fox och Richard Brinsley Sheridan ut ur ministären. Då den beryktade koalitionen mot Shelburne mellan de gamla antagonisterna Fox och lord North bildades, biträdde Burke North och ingick även denna gång såsom Paymaster of the Forces i den nya regeringen. Burke var då den egentlige upphovsmannen till det förslag rörande Indiens styrelse som var en av orsakerna till att koalitionen föll.

### Burke i opposition
De sex följande åren var de mörkaste i Burkes politiska karriär. Genom sin ställning som en av oppositionens ledare tvingades han att motsätta sig åtgärder som i övrigt stämde överens med hans politiska system. Han hörde till regeringens motståndare i till exempel William Pitts irländska reformförslag 1785 och den franska handelstraktaten året efter samt i frågan om Pitts regency bill 1788. Under denna period utspelade sig Burkes kamp mot Warren Hastings, som ledde till att Hastings åtalades men slutade med att han frikändes 1795.

### Franska revolutionen
Ett nytt skede i Burkes liv började med franska revolutionen. Dess idealism, egalitarism och progressivism var, enligt Burke, destabiliserande för såväl samhälle som stat, vilka bara kan upprätthållas med hjälp av gamla traditioner, tydliga normer och etablerad auktoritet. År 1790 gav han ut Reflektioner om franska revolutionen (översatt till svenska 1982 med titeln Reflektioner om franska revolutionen) som fick stor uppmärksamhet i hela Europa och delade England i två läger. Burkes fientliga hållning mot revolutionen ledde 1791 till hans brytning med Fox och förde honom över på regeringsbänkarna. Som försvar för sitt uppträdande utgav han An Appeal From the New to the Old Whigs (1791).
Under de följande åren, såväl före som efter sitt utträde ur parlamentet 1794 där han sedan 1781 suttit för earl Malton (även känd som lord Rockingham), uppträdde Burke såsom en förespråkare för kamp mot revolutionen. Detta är den ledande tanken i hans sista politiska brev Letters on a Regicide Peace (1795–1797).

## Död och eftermäle

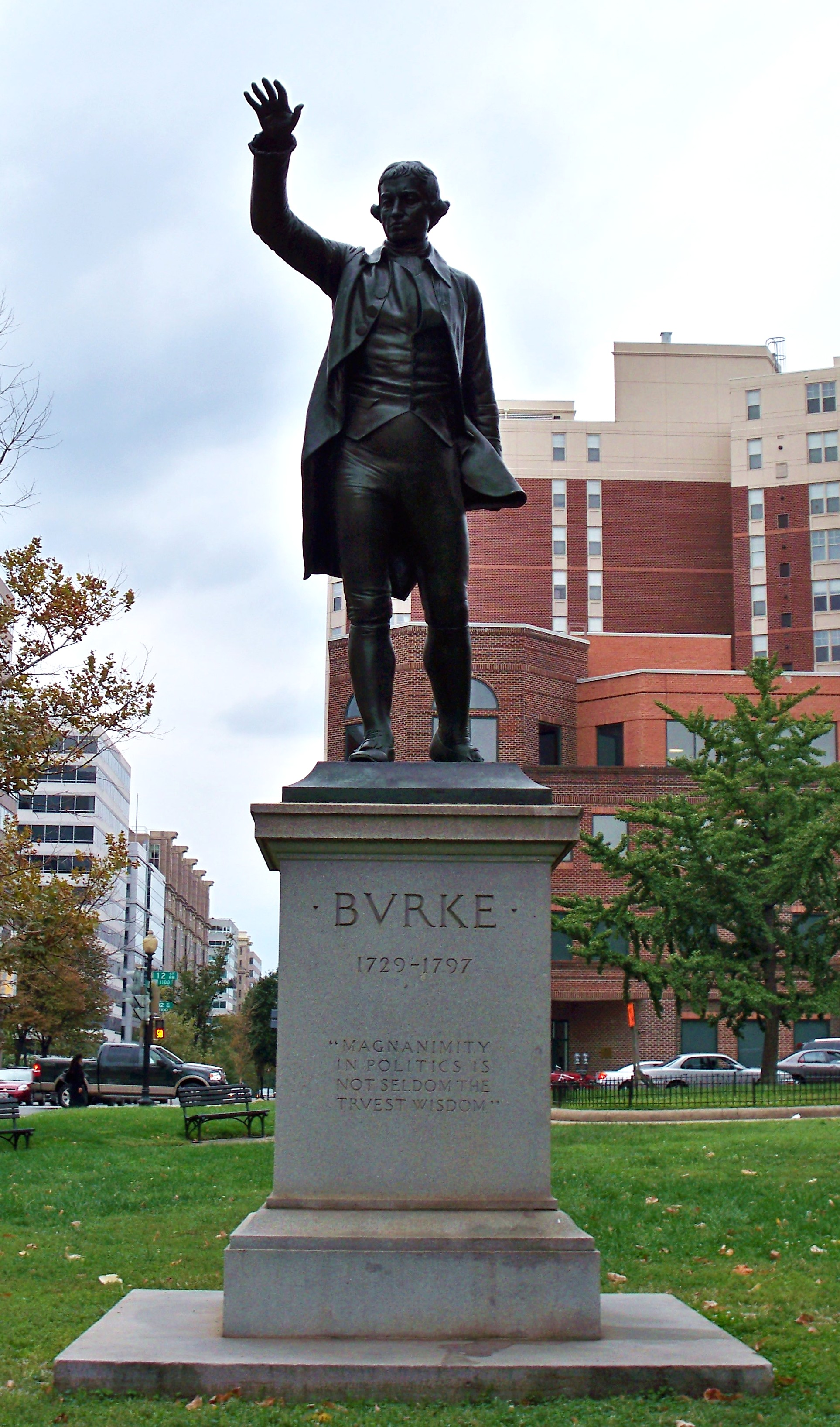
Staty av Burke i Washington DC.

Burke dog den 9 juli 1797 på Gregories, nära Beaconsfield. I sitt umgänge beskrevs han som älskvärd och försynt. Hans konversation utövade på alla som träffade honom ett fascinerande inflytande. En av hans mest framträdande egenskaper uppgavs vara hans hjälpsamhet och vänlighet. Till hans närmaste vänner hörde män som Samuel Johnson, David Garrick och Joshua Reynolds.
Den mest svårförklarliga omständigheten i Burkes liv är det lilla inflytande han efter allt att döma utövade på sin samtid. Delvis kan detta ha berott på hans egenskaper som talare. Hans vältalighet anknöt sig mindre till den politiska eller parlamentariska situationens krav än den gav politiska lärdomar för historien. Den fängslade mera genom tankarnas djup och uttryckets styrka än genom själva framförandet.[källa behövs]
Huvudorsaken till hans politiska maktlöshet kan också ha varit att han i Whig-partiets exklusiva krets sågs som en uppkomling och äventyrare. Desto större inflytande har hans politiska tänkande haft på eftervärlden och hans politiska skrifter anses som de viktigaste bidragen till den engelska litteraturen av den typen. Burkes verk utgavs 1792 i tre band i kvartformat. Efter hans död fram till 1827 utgavs ytterligare fem. En oktavupplaga i 16 band gavs ut mellan 1803 och 1827.